# Amethi
Amethi es un pueblo y nagar Panchayat situada en el distrito de Amethi en el estado de Uttar Pradesh (India). Su población es de 13849 habitantes (2011). 

## Demografía
Según el  censo de 2011 la población de Amethi era de 13849 habitantes, de los cuales 7049 eran hombres y 6800 eran mujeres. Amethi tiene una tasa media de alfabetización del 78,30%, superior a la media nacional del 67,68%: la alfabetización masculina es del 86,01, y la alfabetización femenina del 70,27%.